# L'Invisible Elina
Pour plus de détails, voir Fiche technique et Distribution.
L'Invisible Elina (en suédois : Elina: Som om jag inte fanns, littéralement « Elina : comme si je n'existais pas ») est un film suédo-finnois réalisé par Klaus Härö, sorti en 2002.

## Synopsis
Dans la campagne des années 1950, Elina, une Finnoise de Suède, retourne à l'école. Elle vient de se remettre de la tuberculose, la maladie qui a emporté son père.

## Fiche technique
- Titre : L'Invisible Elina
- Titre original : Elina: Som om jag inte fanns
- Réalisation : Klaus Härö
- Scénario : Kjell Sundstedt avec la collaboration de  Jimmy Karlsson d'après le roman Som om jag inte fanns de Kerstin Johansson i Backe
- Musique : Tuomas Kantelinen
- Photographie : Jarkko T. Laine
- Montage : Riitta Poikselkä et Thomas Täng
- Production : Charlotta Denward et Anders Landström
- Société de production : Filmlance International, Filmpool Nord, et Kinoproduction
- Pays :  Suède et  Finlande
- Genre : Drame
- Durée : 77 minutes
- Dates de sortie : 
  -  Finlande : 17 novembre 2002 (Festival internationl du film pour enfants et de jeunesse de Oulu), 7 mars 2003
  -  Suède : 31 janvier 2003

## Distribution
- Natalie Minnevik : Elina
- Bibi Andersson : Tora Holm
- Marjaana Maijala : Marta
- Henrik Rafaelsen : Einar Björk
- Tind Soneby : Irma
- Björn Granath : le médecin
- Jarl Lindblad : Veikko Niemi
- Sara Arnia : Sara
- Peter Rogers : Anton
- Carolina Berggren : Anna
- Amanda Andersson : Kerttu
- Zorro Svärdendahl : Isak

## Distinctions
Le film a été présenté lors de la Berlinale 2003 où il a remporté un Ours de cristal et une mention spéciale de l'organisation Deutsches Kinderhilfswerk.